# Copa del Món de Futbol de 1962
La Copa del Món de Futbol 1962 va ser la setena edició de la Copa del Món de Futbol i va tenir lloc a Xile, l'any 1962. La competició es disputà entre el 30 de maig i el 17 de juny de 1962 i Brasil repetí títol en derrotar l'equip de Txecoslovàquia a la final per 3 a 1.

## Antecedents
El torneig tornà a Sud-amèrica 12 anys després del darrer cop. Argentina, que havia sol·licitat diversos cops ésser el país organitzador, era el gran favorit per a ser escollit, però en la reunió celebrada a Lisboa el 10 de juny de 1956, Xile s'imposà per 32 vots a favor, mentre que Argentina en va rebre 10, i hi va haver 14 vots en blanc.
El maig de 1960 Xile patí el major terratrèmol del segle xx (d'intensitat 9,5), que causà enormes destrosses infraestructurals. Algunes infraestructures van haver de ser reconstruïdes en un temps rècord. El gran artífex perquè tot sortís bé fou el president del Comitè Organitzador, Carlos Dittborn. Dittborn va morir un mes abans que s'iniciés el campionat i no va poder veure acabada la seva obra. En el seu record, l'estadi d'Arica fou batejat Estadio Carlos Dittborn.
La competició estigué marcada per les tàctiques defensives i el joc violent. Aquesta atmosfera culminà amb el partit de la primera ronda entre Xile i Itàlia (2-0), que fou conegut com la batalla de Santiago. En aquest partit, que va acabar amb dues expulsions i la presència de la policia, diversos jugadors d'ambdós equips intentaren agredir els adversaris. Brasil, malgrat la lesió de la seva figura Pelé al segon partit, fou la millor, encapçalada per Garrincha i Amarildo.

## Seus
| SantiagoViña del MarRancaguaArica | Santiago                                                       | Viña del Mar                                                   |
| --------------------------------- | -------------------------------------------------------------- | -------------------------------------------------------------- |
| SantiagoViña del MarRancaguaArica | Estadi Nacional de Xile                                        | Estadi Sausalito                                               |
| SantiagoViña del MarRancaguaArica | 33° 27′ 52″ S, 70° 36′ 38″ O / 33.46444°S,70.61056°O           | 33° 00′ 51.83″ S, 71° 32′ 6.84″ O / 33.0143972°S,71.5352333°O  |
| SantiagoViña del MarRancaguaArica | Capacitat: 66,660                                              | Capacitat: 18,037                                              |
| SantiagoViña del MarRancaguaArica |                                                                |                                                                |
| SantiagoViña del MarRancaguaArica | Rancagua                                                       | Arica                                                          |
| SantiagoViña del MarRancaguaArica | Estadi de la Braden Copper Co.                                 | Estadi Carlos Dittborn                                         |
| SantiagoViña del MarRancaguaArica | 34° 10′ 39.95″ S, 70° 44′ 15.79″ O / 34.1777639°S,70.7377194°O | 18° 29′ 15.47″ S, 70° 17′ 56.96″ O / 18.4876306°S,70.2991556°O |
| SantiagoViña del MarRancaguaArica | Capacitat: 18,000                                              | Capacitat: 17,786                                              |
| SantiagoViña del MarRancaguaArica |                                                                |                                                                |

## Equips participants

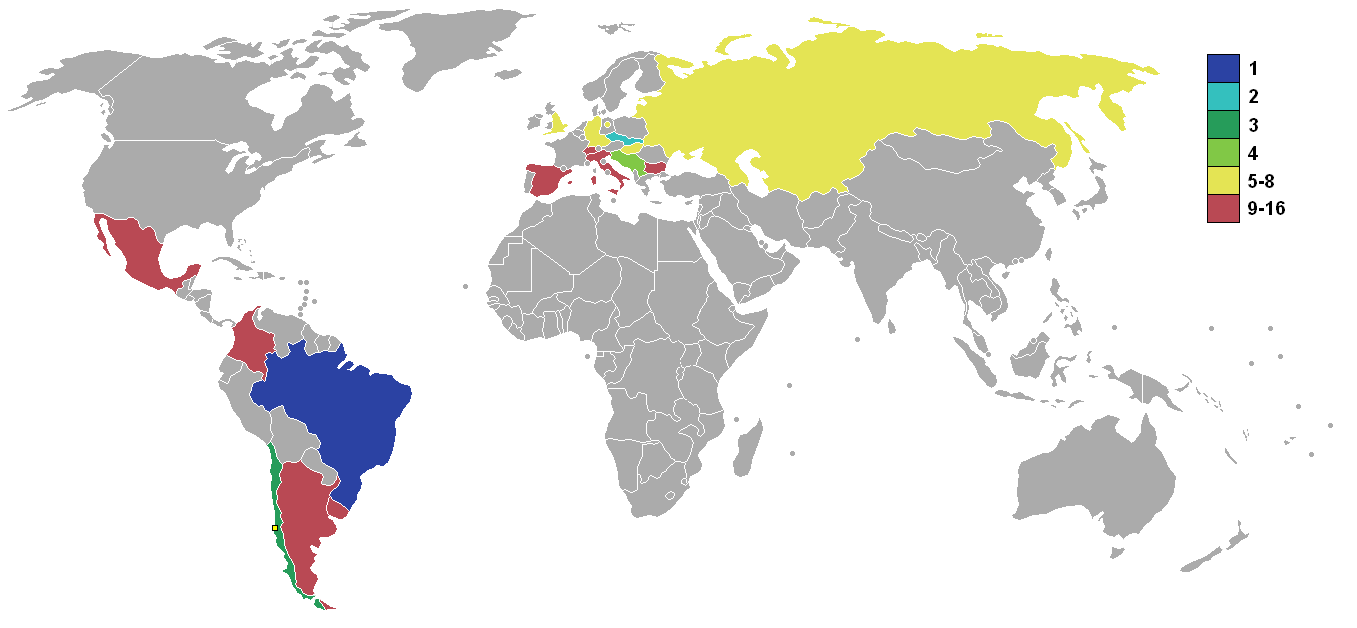
Equips participants

Per a aquest torneig es van inscriure 56 associacions (rècord de participants), de manera que es va haver de disputar una ronda de qualificació, per a determinar les setze seleccions finalistes. S'abandonà la repetició de partits en cas d'empat, adoptant-se la diferència de gols, cosa que estalvià molts partits. França i Suècia, que van estar al podi la temporada anterior, foren les sorpreses i no es classificaren. Tampoc es classificà cap equip d'Àsia o d'Àfrica. Tampoc assolí la seva classificació el Perú, a mans de Colòmbia, malgrat els organitzadors havien escollit la ciutat d'Arica com a seu per la seva proximitat al país andí.
Les seleccions classificades foren (en cursiva les seleccions debutants):
| Equips participants | Equips participants | Equips participants | Equips participants |
| ------------------- | ------------------- | ------------------- | ------------------- |
| Alemanya Occidental | Bulgària            | Itàlia              | Txecoslovàquia      |
| Anglaterra          | Colòmbia            | Iugoslàvia          | Unió Soviètica      |
| Argentina           | Espanya             | Mèxic               | Uruguai             |
| Brasil              | Hongria             | Suïssa              | Xile                |

## Resultats
El format de la competició fou el mateix que el de l'edició anterior, la de Suècia 58.

### Primera fase

#### Grup 1
| Pos | Equip          | PJ | PG | PE | PP | GF | GC | GR    | Pts | Classificació           |
| --- | -------------- | -- | -- | -- | -- | -- | -- | ----- | --- | ----------------------- |
| 1   | Unió Soviètica | 3  | 2  | 1  | 0  | 8  | 5  | 1,600 | 5   | Avança a la segona fase |
| 2   | Iugoslàvia     | 3  | 2  | 0  | 1  | 8  | 3  | 2,667 | 4   | Avança a la segona fase |
| 3   | Uruguai        | 3  | 1  | 0  | 2  | 4  | 6  | 0,667 | 2   |                         |
| 4   | Colòmbia       | 3  | 0  | 1  | 2  | 5  | 11 | 0,455 | 1   |                         |

| Uruguai                 | 2–1     | Colòmbia         |
| ----------------------- | ------- | ---------------- |
| Cubilla 56' · Sasía 75' | Informe | Zuluaga 19' (p.) |

| Unió Soviètica              | 2–0     | Iugoslàvia |
| --------------------------- | ------- | ---------- |
| Ivanov 51' · Ponedelnik 83' | Informe |            |

| Iugoslàvia                                  | 3–1     | Uruguai     |
| ------------------------------------------- | ------- | ----------- |
| Skoblar 25' (p.) · Galić 29' · Jerković 49' | Informe | Cabrera 19' |

| Unió Soviètica                                  | 4–4     | Colòmbia                                            |
| ----------------------------------------------- | ------- | --------------------------------------------------- |
| Ivanov 8', 11' · Chislenko 10' · Ponedelnik 56' | Informe | Aceros 21' · Coll 68' (o.) · Rada 72' · Klinger 86' |

| Unió Soviètica           | 2–1     | Uruguai   |
| ------------------------ | ------- | --------- |
| Mamykin 38' · Ivanov 89' | Informe | Sasía 54' |

| Iugoslàvia                                     | 5–0     | Colòmbia |
| ---------------------------------------------- | ------- | -------- |
| Galić 20', 61' · Jerković 25', 87' · Melić 82' | Informe |          |

#### Grup 2
| Pos | Equip               | PJ | PG | PE | PP | GF | GC | GR    | Pts | Classificació           |
| --- | ------------------- | -- | -- | -- | -- | -- | -- | ----- | --- | ----------------------- |
| 1   | Alemanya Occidental | 3  | 2  | 1  | 0  | 4  | 1  | 4,000 | 5   | Avança a la segona fase |
| 2   | Xile                | 3  | 2  | 0  | 1  | 5  | 3  | 1,667 | 4   | Avança a la segona fase |
| 3   | Itàlia              | 3  | 1  | 1  | 1  | 3  | 2  | 1,500 | 3   |                         |
| 4   | Suïssa              | 3  | 0  | 0  | 3  | 2  | 8  | 0,250 | 0   |                         |

| Xile                              | 3–1     | Suïssa      |
| --------------------------------- | ------- | ----------- |
| L. Sánchez 44', 55' · Ramírez 51' | Informe | Wüthrich 6' |

| Alemanya Occidental | 0–0     | Itàlia |
| ------------------- | ------- | ------ |
|                     | Informe |        |

| Xile                   | 2–0     | Itàlia |
| ---------------------- | ------- | ------ |
| Ramírez 73' · Toro 87' | Informe |        |

| Alemanya Occidental     | 2–1     | Suïssa        |
| ----------------------- | ------- | ------------- |
| Brülls 45' · Seeler 59' | Informe | Schneiter 73' |

| Alemanya Occidental               | 2–0     | Xile |
| --------------------------------- | ------- | ---- |
| Szymaniak 21' (pen.) · Seeler 82' | Informe |      |

| Itàlia                        | 3–0     | Suïssa |
| ----------------------------- | ------- | ------ |
| Mora 1' · Bulgarelli 65', 67' | Informe |        |

#### Grup 3
| Pos | Equip          | PJ | PG | PE | PP | GF | GC | GR    | Pts | Classificació           |
| --- | -------------- | -- | -- | -- | -- | -- | -- | ----- | --- | ----------------------- |
| 1   | Brasil         | 3  | 2  | 1  | 0  | 4  | 1  | 4,000 | 5   | Avança a la segona fase |
| 2   | Txecoslovàquia | 3  | 1  | 1  | 1  | 2  | 3  | 0,667 | 3   | Avança a la segona fase |
| 3   | Mèxic          | 3  | 1  | 0  | 2  | 3  | 4  | 0,750 | 2   |                         |
| 4   | Espanya        | 3  | 1  | 0  | 2  | 2  | 3  | 0,667 | 2   |                         |

| Brasil                 | 2–0     | Mèxic |
| ---------------------- | ------- | ----- |
| Zagallo 56' · Pelé 73' | Informe |       |

| Txecoslovàquia | 1–0     | Espanya |
| -------------- | ------- | ------- |
| Štibrányi 80'  | Informe |         |

| Brasil | 0–0     | Txecoslovàquia |
| ------ | ------- | -------------- |
|        | Informe |                |

| Espanya   | 1–0     | Mèxic |
| --------- | ------- | ----- |
| Peiró 90' | Informe |       |

| Brasil            | 2–1     | Espanya      |
| ----------------- | ------- | ------------ |
| Amarildo 72', 86' | Informe | Adelardo 35' |

| Mèxic                                          | 3–1     | Txecoslovàquia |
| ---------------------------------------------- | ------- | -------------- |
| Díaz 12' · Del Águila 29' · Hernández 90' (p.) | Informe | Mašek 1'       |

#### Grup 4
| Pos | Equip      | PJ | PG | PE | PP | GF | GC | GR    | Pts | Classificació           |
| --- | ---------- | -- | -- | -- | -- | -- | -- | ----- | --- | ----------------------- |
| 1   | Hongria    | 3  | 2  | 1  | 0  | 8  | 2  | 4,000 | 5   | Avança a la segona fase |
| 2   | Anglaterra | 3  | 1  | 1  | 1  | 4  | 3  | 1,333 | 3   | Avança a la segona fase |
| 3   | Argentina  | 3  | 1  | 1  | 1  | 2  | 3  | 0,667 | 3   |                         |
| 4   | Bulgària   | 3  | 0  | 1  | 2  | 1  | 7  | 0,143 | 1   |                         |

| Argentina  | 1–0     | Bulgària |
| ---------- | ------- | -------- |
| Facundo 4' | Informe |          |

| Hongria                | 2–1     | Anglaterra       |
| ---------------------- | ------- | ---------------- |
| Tichy 17' · Albert 71' | Informe | Flowers 60' (p.) |

| Anglaterra                                    | 3–1     | Argentina      |
| --------------------------------------------- | ------- | -------------- |
| Flowers 17' (p.) · Charlton 42' · Greaves 67' | Informe | Sanfilippo 81' |

| Hongria                                           | 6–1     | Bulgària    |
| ------------------------------------------------- | ------- | ----------- |
| Albert 1', 6', 53' · Tichy 8', 70' · Solymosi 12' | Informe | Sokolov 64' |

| Hongria | 0–0     | Argentina |
| ------- | ------- | --------- |
|         | Informe |           |

| Anglaterra | 0–0     | Bulgària |
| ---------- | ------- | -------- |
|            | Informe |          |

### Segona fase
|  | Quarts de final           | Quarts de final           |                       |   | Semifinals  | Semifinals  |  |  | Final | Final |
|  |                           |                           |                       |   |             |             |  |  |       |       |
|  | 10 de juny - Arica        |                           |                       |   |             |             |  |  |       |       |
|  |                           |                           |                       |   |             |             |  |  |       |       |
|  | Unió Soviètica            | 1                         |                       |   |             |             |  |  |       |       |
|  | Unió Soviètica            | 1                         | 13 de juny - Santiago |   |             |             |  |  |       |       |
|  | Xile                      | 2                         |                       |   |             |             |  |  |       |       |
|  | Xile                      | 2                         | Xile                  | 2 |             |             |  |  |       |       |
|  | 10 de juny - Viña del Mar |                           | Xile                  | 2 |             |             |  |  |       |       |
|  |                           | Brasil                    | 4                     |   |             |             |  |  |       |       |
|  | Brasil                    | Brasil                    | 4                     | 3 |             |             |  |  |       |       |
|  | Brasil                    |                           | 17 de juny - Santiago | 3 |             |             |  |  |       |       |
|  | Anglaterra                | 1                         |                       |   |             |             |  |  |       |       |
|  | Anglaterra                | 1                         | Brasil                | 3 |             |             |  |  |       |       |
|  | 10 de juny - Santiago     |                           | Brasil                | 3 |             |             |  |  |       |       |
|  |                           | Txecoslovàquia            | 1                     |   |             |             |  |  |       |       |
|  | Alemanya Occidental       | Txecoslovàquia            | 1                     | 0 |             |             |  |  |       |       |
|  | Alemanya Occidental       | 13 de juny - Viña del Mar |                       | 0 |             |             |  |  |       |       |
|  | Iugoslàvia                | 1                         |                       |   |             |             |  |  |       |       |
|  | Iugoslàvia                | 1                         | Iugoslàvia            | 1 |             |             |  |  |       |       |
|  | 10 de juny - Rancagua     |                           | Iugoslàvia            | 1 |             |             |  |  |       |       |
|  |                           | Txecoslovàquia            | 3                     |   | Tercer lloc | Tercer lloc |  |  |       |       |
|  | Hongria                   | Txecoslovàquia            | 3                     | 0 | Tercer lloc | Tercer lloc |  |  |       |       |
|  | Hongria                   |                           | 16 de juny - Santiago | 0 |             |             |  |  |       |       |
|  | Txecoslovàquia            | 1                         |                       |   |             |             |  |  |       |       |
|  | Txecoslovàquia            | 1                         | Xile                  | 1 |             |             |  |  |       |       |
|  |                           |                           |                       |   |             |             |  |  |       |       |
|  | Iugoslàvia                | 0                         |                       |   |             |             |  |  |       |       |
|  | Iugoslàvia                | 0                         |                       |   |             |             |  |  |       |       |

#### Quarts de final
| Xile                       | 2–1     | Unió Soviètica |
| -------------------------- | ------- | -------------- |
| L. Sánchez 11' · Rojas 29' | Informe | Chislenko 26'  |

| Txecoslovàquia | 1–0     | Hongria |
| -------------- | ------- | ------- |
| Scherer 13'    | Informe |         |

| Brasil                        | 3–1     | Anglaterra   |
| ----------------------------- | ------- | ------------ |
| Garrincha 31', 59' · Vavá 53' | Informe | Hitchens 38' |

| Iugoslàvia    | 1–0     | Alemanya Occidental |
| ------------- | ------- | ------------------- |
| Radaković 85' | Informe |                     |

#### Semifinals
| Txecoslovàquia                      | 3–1     | Iugoslàvia   |
| ----------------------------------- | ------- | ------------ |
| Kadraba 48' · Scherer 80', 84' (p.) | Informe | Jerković 69' |

| Brasil                            | 4–2     | Xile                           |
| --------------------------------- | ------- | ------------------------------ |
| Garrincha 9', 32' · Vavá 47', 78' | Informe | Toro 42' · L. Sánchez 61' (p.) |

#### 3r i 4t lloc
| Xile      | 1–0     | Iugoslàvia |
| --------- | ------- | ---------- |
| Rojas 90' | Informe |            |

#### Final
| Brasil                             | 3–1     | Txecoslovàquia |
| ---------------------------------- | ------- | -------------- |
| Amarildo 17' · Zito 69' · Vavá 78' | Informe | Masopust 15'   |

## Campió
| Guanyador de Copa del Món de Futbol de 1962 |
| ------------------------------------------- |
| · Brasil · Segon títol                      |

## Classificació final
El 1986, la FIFA va publicar un informe que classificava tots els equips de cada Copa del Món fins a la de 1986, basada en l'actuació a la competició, els resultats generals i la qualitat dels contraris (sense comptar els resultats de repetició). El rànquing del torneig de 1962 era el següent:
| P                             | Equip               | PJ | PG | PE | PP | GF | GC | DG | Pts. |
| ----------------------------- | ------------------- | -- | -- | -- | -- | -- | -- | -- | ---- |
| 1                             | Brasil              | 6  | 5  | 1  | 0  | 14 | 5  | +9 | 11   |
| 2                             | Txecoslovàquia      | 6  | 3  | 1  | 2  | 7  | 7  | 0  | 7    |
| 3                             | Xile                | 6  | 4  | 0  | 2  | 10 | 8  | +2 | 8    |
| 4                             | Iugoslàvia          | 6  | 3  | 0  | 3  | 10 | 7  | +3 | 6    |
| Eliminats als quarts de final |                     |    |    |    |    |    |    |    |      |
| 5                             | Hongria             | 4  | 2  | 1  | 1  | 8  | 3  | +5 | 5    |
| 6                             | Unió Soviètica      | 4  | 2  | 1  | 1  | 9  | 7  | +2 | 5    |
| 7                             | Alemanya Occidental | 4  | 2  | 1  | 1  | 4  | 2  | +2 | 5    |
| 8                             | Anglaterra          | 4  | 1  | 1  | 2  | 5  | 6  | −1 | 3    |
| Eliminats a la primera fase   |                     |    |    |    |    |    |    |    |      |
| 9                             | Itàlia              | 3  | 1  | 1  | 1  | 3  | 2  | +1 | 3    |
| 10                            | Argentina           | 3  | 1  | 1  | 1  | 2  | 3  | −1 | 3    |
| 11                            | Mèxic               | 3  | 1  | 0  | 2  | 3  | 4  | −1 | 2    |
| 12                            | Uruguai             | 3  | 1  | 0  | 2  | 4  | 6  | −2 | 2    |
| 13                            | Espanya             | 3  | 1  | 0  | 2  | 2  | 3  | −1 | 2    |
| 14                            | Colòmbia            | 3  | 0  | 1  | 2  | 5  | 11 | −6 | 1    |
| 15                            | Bulgària            | 3  | 0  | 1  | 2  | 1  | 7  | −6 | 1    |
| 16                            | Suïssa              | 3  | 0  | 0  | 3  | 2  | 8  | −6 | 0    |

## Golejadors
| 4 gols - [[Fitxer:Flag of Brazil (1960-1968).svg\|23x15px\|border \|alt=Brasil\|link=Selecció de futbol del Brasil\|{{#if:\|]] Garrincha - [[Fitxer:Flag of Brazil (1960-1968).svg\|23x15px\|border \|alt=Brasil\|link=Selecció de futbol del Brasil\|{{#if:\|]] Vavá - [[Fitxer:Flag of Hungary (1957-1989).svg\|23x15px\|border \|alt=Hongria\|link=Selecció de futbol d'Hongria\|{{#if:\|]] Flórián Albert - [[Fitxer:Flag of Yugoslavia (1946-1992).svg\|23x15px\|border \|alt=República Federal Socialista de Iugoslàvia\|link=Selecció de futbol de Iugoslàvia\|{{#if:\|]] Dražan Jerković - [[Fitxer:Flag of the Soviet Union (1955-1980).svg\|23x15px\|border \|alt=Unió de Repúbliques Socialistes Soviètiques\|link=Selecció de futbol de l'URSS\|{{#if:\|]] Valentin Ivanov - [[Fitxer:Flag of Chile.svg\|23x15px\|border \|alt=Xile\|link=Selecció de futbol de Xile\|{{#if:\|]] Leonel Sánchez 3 gols - [[Fitxer:Flag of Brazil (1960-1968).svg\|23x15px\|border \|alt=Brasil\|link=Selecció de futbol del Brasil\|{{#if:\|]] Amarildo - [[Fitxer:Flag of Hungary (1957-1989).svg\|23x15px\|border \|alt=Hongria\|link=Selecció de futbol d'Hongria\|{{#if:\|]] Lajos Tichy - [[Fitxer:Flag of Yugoslavia (1946-1992).svg\|23x15px\|border \|alt=República Federal Socialista de Iugoslàvia\|link=Selecció de futbol de Iugoslàvia\|{{#if:\|]] Milan Galić - [[Fitxer:Flag of the Czech Republic.svg\|23x15px\|border \|alt=Txecoslovàquia\|link=Selecció de futbol de Txecoslovàquia\|{{#if:\|]] Adolf Scherer 2 gols - [[Fitxer:Flag of Chile.svg\|23x15px\|border \|alt=Xile\|link=Selecció de futbol de Xile\|{{#if:\|]] Jaime Ramírez - [[Fitxer:Flag of Chile.svg\|23x15px\|border \|alt=Xile\|link=Selecció de futbol de Xile\|{{#if:\|]] Eladio Rojas - [[Fitxer:Flag of Chile.svg\|23x15px\|border \|alt=Xile\|link=Selecció de futbol de Xile\|{{#if:\|]] Jorge Toro - [[Fitxer:Flag of Germany.svg\|23x15px\|border \|alt=Alemanya Occidental\|link=Selecció de futbol d'Alemanya Occidental\|{{#if:\|]] Uwe Seeler - [[Fitxer:Flag of England.svg\|23x15px\|border \|alt=Anglaterra\|link=Selecció de futbol d'Anglaterra\|{{#if:\|]] Ron Flowers - [[Fitxer:Flag of Italy (1946-2003).svg\|23x15px\|border \|alt=Itàlia\|link=Selecció de futbol d'Itàlia\|{{#if:\|]] Giacomo Bulgarelli - [[Fitxer:Flag of the Soviet Union (1955-1980).svg\|23x15px\|border \|alt=Unió de Repúbliques Socialistes Soviètiques\|link=Selecció de futbol de l'URSS\|{{#if:\|]] Igor Chislenko - [[Fitxer:Flag of the Soviet Union (1955-1980).svg\|23x15px\|border \|alt=Unió de Repúbliques Socialistes Soviètiques\|link=Selecció de futbol de l'URSS\|{{#if:\|]] Viktor Ponedelnik - [[Fitxer:Flag of Uruguay.svg\|23x15px\|border \|alt=Uruguai\|link=Selecció de futbol de l'Uruguai\|{{#if:\|]] José Sacía | 1 gol - [[Fitxer:Flag of Germany.svg\|23x15px\|border \|alt=Alemanya Occidental\|link=Selecció de futbol d'Alemanya Occidental\|{{#if:\|]] Albert Brülls - [[Fitxer:Flag of Germany.svg\|23x15px\|border \|alt=Alemanya Occidental\|link=Selecció de futbol d'Alemanya Occidental\|{{#if:\|]] Horst Szymaniak - [[Fitxer:Flag of England.svg\|23x15px\|border \|alt=Anglaterra\|link=Selecció de futbol d'Anglaterra\|{{#if:\|]] Bobby Charlton - [[Fitxer:Flag of England.svg\|23x15px\|border \|alt=Anglaterra\|link=Selecció de futbol d'Anglaterra\|{{#if:\|]] Jimmy Greaves - [[Fitxer:Flag of England.svg\|23x15px\|border \|alt=Anglaterra\|link=Selecció de futbol d'Anglaterra\|{{#if:\|]] Gerry Hitchens - [[Fitxer:Flag of Argentina.svg\|23x15px\|border \|alt=Argentina\|link=Selecció de futbol de l'Argentina\|{{#if:\|]] Héctor Facundo - [[Fitxer:Flag of Argentina.svg\|23x15px\|border \|alt=Argentina\|link=Selecció de futbol de l'Argentina\|{{#if:\|]] José Sanfilippo - [[Fitxer:Flag of Brazil (1960-1968).svg\|23x15px\|border \|alt=Brasil\|link=Selecció de futbol del Brasil\|{{#if:\|]] Pelé - [[Fitxer:Flag of Brazil (1960-1968).svg\|23x15px\|border \|alt=Brasil\|link=Selecció de futbol del Brasil\|{{#if:\|]] Mário Zagallo - [[Fitxer:Flag of Brazil (1960-1968).svg\|23x15px\|border \|alt=Brasil\|link=Selecció de futbol del Brasil\|{{#if:\|]] Zito - [[Fitxer:Flag of Bulgaria (1948-1967).svg\|23x15px\|border \|alt=Bulgària\|link=Selecció de futbol de Bulgària\|{{#if:\|]] Georgi Sokolov - [[Fitxer:Flag of Colombia.svg\|23x15px\|border \|alt=Colòmbia\|link=Selecció de futbol de Colòmbia\|{{#if:\|]] Germán Aceros - [[Fitxer:Flag of Colombia.svg\|23x15px\|border \|alt=Colòmbia\|link=Selecció de futbol de Colòmbia\|{{#if:\|]] Marcos Coll - [[Fitxer:Flag of Colombia.svg\|23x15px\|border \|alt=Colòmbia\|link=Selecció de futbol de Colòmbia\|{{#if:\|]] Marino Klinger - [[Fitxer:Flag of Colombia.svg\|23x15px\|border \|alt=Colòmbia\|link=Selecció de futbol de Colòmbia\|{{#if:\|]] Antonio Rada - [[Fitxer:Flag of Colombia.svg\|23x15px\|border \|alt=Colòmbia\|link=Selecció de futbol de Colòmbia\|{{#if:\|]] Francisco Zuluaga - [[Fitxer:Flag of Spain (1945–1977).svg\|23x15px\|border \|alt=Espanya\|link=Selecció de futbol d'Espanya\|{{#if:\|]] Adelardo - [[Fitxer:Flag of Spain (1945–1977).svg\|23x15px\|border \|alt=Espanya\|link=Selecció de futbol d'Espanya\|{{#if:\|]] Joaquín Peiró - [[Fitxer:Flag of Hungary (1957-1989).svg\|23x15px\|border \|alt=Hongria\|link=Selecció de futbol d'Hongria\|{{#if:\|]] Ernő Solymosi - [[Fitxer:Flag of Italy (1946-2003).svg\|23x15px\|border \|alt=Itàlia\|link=Selecció de futbol d'Itàlia\|{{#if:\|]] Bruno Mora | - [[Fitxer:Flag of Yugoslavia (1946-1992).svg\|23x15px\|border \|alt=República Federal Socialista de Iugoslàvia\|link=Selecció de futbol de Iugoslàvia\|{{#if:\|]] Vojislav Melić - [[Fitxer:Flag of Yugoslavia (1946-1992).svg\|23x15px\|border \|alt=República Federal Socialista de Iugoslàvia\|link=Selecció de futbol de Iugoslàvia\|{{#if:\|]] Petar Radaković - [[Fitxer:Flag of Yugoslavia (1946-1992).svg\|23x15px\|border \|alt=República Federal Socialista de Iugoslàvia\|link=Selecció de futbol de Iugoslàvia\|{{#if:\|]] Josip Skoblar - [[Fitxer:Flag of Mexico (1934-1968).svg\|23x15px\|border \|alt=Mèxic\|link=Selecció de futbol de Mèxic\|{{#if:\|]] Alfredo del Aguila - [[Fitxer:Flag of Mexico (1934-1968).svg\|23x15px\|border \|alt=Mèxic\|link=Selecció de futbol de Mèxic\|{{#if:\|]] Isidoro Díaz - [[Fitxer:Flag of Mexico (1934-1968).svg\|23x15px\|border \|alt=Mèxic\|link=Selecció de futbol de Mèxic\|{{#if:\|]] Héctor Hernández - [[Fitxer:Flag of Switzerland.svg\|23x16px\|border \|alt=Suïssa\|link=Selecció de futbol de Suïssa\|{{#if:\|]] Heinz Schneiter - [[Fitxer:Flag of Switzerland.svg\|23x16px\|border \|alt=Suïssa\|link=Selecció de futbol de Suïssa\|{{#if:\|]] Rolf Wüthrich - [[Fitxer:Flag of the Czech Republic.svg\|23x15px\|border \|alt=Txecoslovàquia\|link=Selecció de futbol de Txecoslovàquia\|{{#if:\|]] Josef Kadraba - [[Fitxer:Flag of the Czech Republic.svg\|23x15px\|border \|alt=Txecoslovàquia\|link=Selecció de futbol de Txecoslovàquia\|{{#if:\|]] Václav Mašek - [[Fitxer:Flag of the Czech Republic.svg\|23x15px\|border \|alt=Txecoslovàquia\|link=Selecció de futbol de Txecoslovàquia\|{{#if:\|]] Josef Masopust - [[Fitxer:Flag of the Czech Republic.svg\|23x15px\|border \|alt=Txecoslovàquia\|link=Selecció de futbol de Txecoslovàquia\|{{#if:\|]] Jozef Štibrányi - [[Fitxer:Flag of Uruguay.svg\|23x15px\|border \|alt=Uruguai\|link=Selecció de futbol de l'Uruguai\|{{#if:\|]] Ángel Cabrera - [[Fitxer:Flag of Uruguay.svg\|23x15px\|border \|alt=Uruguai\|link=Selecció de futbol de l'Uruguai\|{{#if:\|]] Luis Cubilla - [[Fitxer:Flag of the Soviet Union (1955-1980).svg\|23x15px\|border \|alt=Unió de Repúbliques Socialistes Soviètiques\|link=Selecció de futbol de l'URSS\|{{#if:\|]] Aleksei Mamykin |